# 白野弁十郎 (テレビドラマ)
『白野弁十郎』（しらのべんじゅうろう）は、エドモン・ロスタン原作の戯曲『シラノ・ド・ベルジュラック』を翻訳した『白野弁十郎』を原作としたテレビドラマ（時代劇）。
1957年・1964年・1965年の3回に渡って放送された。

## 1957年版
1957年1月14日にKRT（現：TBSテレビ）系列の『ウロコ座』（月曜21:15 - 21:45。武田薬品工業一社提供）で放送。

### 出演者
- 白野弁十郎：島田正吾
- 千種：香川桂子
- 河村憲一郎
- 秋月正夫
- 新国劇

### スタッフ
- 原作：エドモン・ロスタン（「シラノ・ド・ベルジュラック」）
- 翻訳：額田六福
- 制作：KRT

## 1964年版
1964年9月16日にフジテレビ系列の『一千万人の劇場』（水曜21:45 - 22:45。日本電気・新日本電気提供）で放送。3作有る内、唯一島田らが関わらなかった作品。

### 出演者
- 白野弁十郎：長門勇
- 来栖：長谷川哲男
- 千種：岩崎加根子
- ほか

### スタッフ
- 原作：エドモン・ロスタン
- 制作：フジテレビ

## 1965年版
1965年4月24日にNHK総合の20:00 - 21:30で放送。1957年版以来、島田を初めとする新国劇が関わっている。また本作のみ、翻訳が「楠山正雄」に代わっている。

### 出演者
- 白野弁十郎：島田正吾
- 千種：香川桂子
- 辰巳柳太郎
- 宮本曠二郎
- 秋月正夫
- 野村清一郎
- 清水彰
- 高倉典江
- 劇団新国劇

### スタッフ
- 原作：エドモン・ロスタン
- 翻訳：楠山正雄
- 演出：小林安次
- 音楽：別宮貞雄
- 制作：NHK